# Arwid Iwanowitsch Kubbel

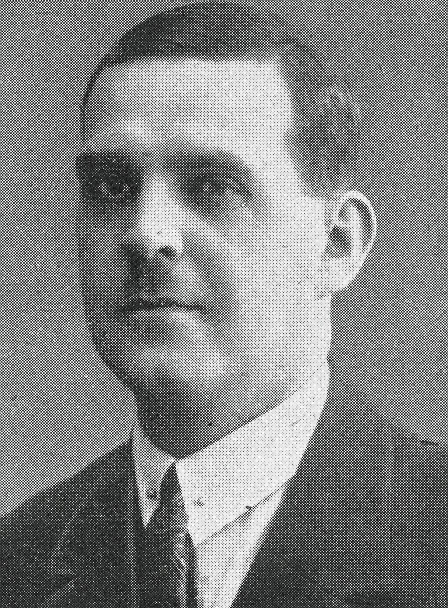
Arwid Kubbel

Arwid Iwanowitsch Kubbel (russisch Арвид Иванович Куббель; * 12. November 1889 in Sankt Petersburg; † 11. Januar 1938 in Leningrad) war ein sowjetischer Schachspieler.
Arwid war ein Bruder von Jewgeni und Leonid Kubbel. Im Oktober 1920 nahm er in Moskau an der ersten allrussischen Meisterschaft teil. Er publizierte etwa 500 Kompositionen der Böhmischen Schule, vorwiegend Dreizüger. Während der Stalinschen Säuberungen wurde er am 21. November 1937 verhaftet und am 11. Januar 1938 erschossen. Die Verhaftung wurde geheim gehalten und später die Falschmeldung verbreitet, dass er in einem sibirischen Gulag an Nephritis gestorben sei.
Seine beste historische Elo-Zahl lag bei 2598 im Dezember 1925. Mit dieser Zahl läge er auf dem 20. Platz der nachträglich errechneten Weltrangliste.